# Arcos de la Polvorosa
Arcos de la Polvorosa es un municipio y lugar español de la provincia de Zamora, en la comunidad autónoma de Castilla y León. Cuenta con una población de 216 habitantes (INE 2024).
Se encuentra situado en la comarca de Benavente y Los Valles, al sur de la confluencia de los ríos Órbigo y Esla. El municipio lo constituye una sola localidad, cuyo término tiene una superficie de 12,24 km² y, según los datos del padrón municipal 2017 del INE, cuenta con una población censada de 236 habitantes.

## Geografía física
| Noroeste: Benavente                   | Norte: Santa Colomba de las Monjas | Noreste: Santa Colomba de las Monjas       |
| Oeste: Santa Cristina de la Polvorosa |                                    | Este: Barcial del Barco Villaveza del Agua |
| Suroeste: Milles de la Polvorosa      | Sur: Milles de la Polvorosa        | Sureste: Villaveza del Agua                |

## Historia
La Historia del municipio está ligada incondicionalmente a la romanización, ya que su nombre, y sus orígenes germen de la población, se sitúan en los años de las prostimerias del nacimiento de Cristo, coincidiendo con la conquista romana-astur de la zona noroeste de Hispania, el puesto militar de control del priorato y construcción del puente majestuoso, que según crónicas árabes hablan de enormes ojos del puente, evidencian el porqué Arcos es eso, Arcos, por los restos que quedaron se ese grandíoso puente y que encontraron los cristianos en la reconquista al bajar de Asturias, bautizando cualquier zona y lugar con lo que estaba o recordaban los oriundos, ya en el siglo II se funda la villa romana de Pozarcon, gestionada por Plácido, un oficial militar romano retirado y condecorado en las guerras del norte que recoge su tributo de retiro y con gentes del lugar, bajo el yugo romano gestiona su palacio-agrario, autosuficiente en metal, cerámica, y alimentación subsiste hasta mediados del siglo V cuando es abandonado ante el avance de bárbaros, que reutilizarán a medias como cuadras y establos, para quedar enterrado hasta nuestros días por la invasiones de huestes árabes.[cita requerida] 
La victoria en el año 878 de los ejércitos asturleoneses de Alfonso III en la batalla de la Polvorosa, en las cercanías de la localidad, fue decisiva para la posterior integración y repoblación de la localidad de Arcos, que quedó integrada en el Reino de León, datando de época medieval el antiguo puente conocido por el nombre de Deustamben.
Posteriormente, en la Edad Moderna, Arcos fue una de las localidades que se integraron en la provincia de las Tierras del Conde de Benavente y dentro de esta en la Merindad de la Polvorosa y la receptoría de Benavente.
No obstante, al reestructurarse las provincias y crearse las actuales en 1833, la localidad pasó a formar parte de la provincia de Zamora, dentro de la Región Leonesa, quedando integrada en 1834 en el partido judicial de Benavente.

## Geografía humana

### Demografía
Cuenta con una población de 216 habitantes (INE 2024).
| Gráfica de evolución demográfica de Arcos de la Polvorosa entre 1842 y 2021                                           |
| |
| Población de derecho según los censos de población del INE. Población de hecho según los censos de población del INE. |

### Economía
Pertenece a la indicación geográfica, con derecho a la mención vino de calidad, de Valles de Benavente.

## Símbolos
Escudo heráldico y bandera municipal fueron aprobados mediante acuerdo, de 25 de abril de 2001, del ayuntamiento. Su descripción la siguiente:

Escudo heráldico: en campo de azur, y sobre ondas de plata y azur unos arcos de oro surmontados de una espada y un alfanje de plata, con empuñadura de oro, puestos en aspa. Bordura de oro, con cuatro hojas de encina y cuatro de álamo de sinople alternadas. Al timbre corona real cerrada.
Bandera municipal: bandera rectangular de proporciones 2:3, formada por siete franjas horizontales en proporciones 1/5, 1/10, 1/10, 1/5, 1 / 10, 1/10 y 1/5, siendo la superior a la inferior azul, blanca, amarilla, blanca, amarilla, blanca y azul.

Destaca el simbolismo de los elementos y colores utilizados en el escudo heráldico, con los que se ha querido resaltar la imagen de su paisaje, junto con los hechos y objetos que han condicionado su historia:
- Oro (amarillo): representa la Polvorosa, llanura que da apellido al municipio.
- Ondas (azur y plata): simbolizan los ríos Esla, Tera y Órbigo, que rodean el término municipal.
- Arcos de puente (oro): representan el desaparecido puente por el que pasaba la Vía de la Plata. No figura el puente, sólo sus arcos, con el fin de destacar el nombre principal del municipio.
- Espada y alfanje (plata): simbolizan la batalla de la Polvorosa (878) en las que las tropas cristianas de Alfonso III derrotaron a las tropas enviadas por el emir Muhammad. Con el tiempo, el resultado de esta batalla supuso el inicio de la repoblación y control del valle del Duero por las huestes cristianas.
- Hojas (sinople): representan los dos árboles más característicos de este territorio. Por un lado el álamo, situado junto a las riberas de los ríos, y por otro la encina, propio de las tierras de secano de este municipio.

## Cultura

### Patrimonio

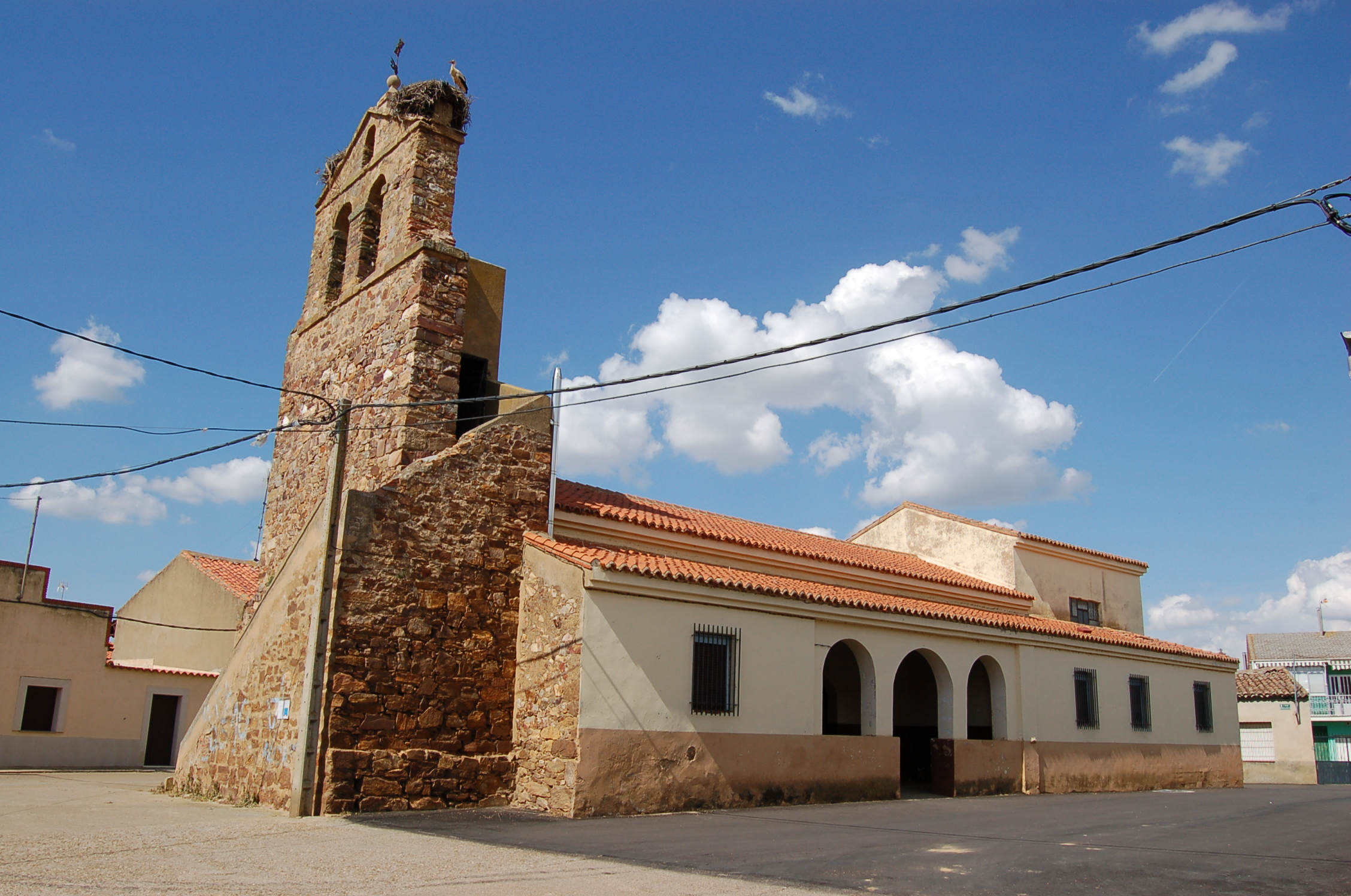
Iglesia

Entre sus construcciones más emblemáticas hay que mencionar el antiguo puente medieval conocido, en honor a su constructor, como puente de Deustamben —del que solo existen restos de su cimentación dentro del río Esla— y la iglesia parroquial del Salvador.

### Patrimonio inmaterial
Las festividades principales de este municipio son San Isidro, el día 15 de mayo, y El Salvador, el día 6 de agosto. En El Salvador los vecinos procesionan al Santo por las calles de la localidad. Antes de la eucaristía, los quintos cortan ramas de los árboles y las colocan en las paredes de los edificios a lo largo del recorrido de la procesión.